# کوماروف (ناحیه بروون)
کوماروف (به چکی: Komárov) یک منطقهٔ مسکونی در جمهوری چک است که در ناحیه بروون واقع شده‌است. کوماروف ۶٫۱۵ کیلومتر مربع مساحت و ۲٬۴۶۵ نفر جمعیت دارد و ۳۹۸ متر بالاتر از سطح دریا واقع شده‌است.